# Aldeia Galega da Merceana
Aldeia Galega da Merceana – parafia (freguesia) gminy Alenquer i jednocześnie miejscowość w Portugalii. W 2011 zamieszkiwało ją 2 079 mieszkańców, na obszarze 19,69 km². Od 2013 jest częścią parafii Aldeia Galega da Merceana e Aldeia Gavinha.